# Empathy Test
Empathy Test ist eine aus London stammende Independent-Synthiepop-Band.

## Geschichte
Die Band wurde im Januar 2013 von Isaac Howlett (Gesang, Komposition) und Adam Relf (Komposition, Produktion) gegründet. Das selbst produzierte Album Losing Touch erregte 2014 das Interesse des Plattenlabels „Stars & Letters Records“ aus Brooklyn (USA). Es wurden zu den drei bestehenden vier weitere Titel hinzugefügt. Die so entstandene EP Throwing Stones wurde im Dezember des Jahres veröffentlicht. Losing Touch wurde insgesamt mehr als 900.000 Mal auf YouTube angeklickt und etwa drei Millionen Mal auf Spotify angehört.
Der britische Künstler und Animator Richard Swarbrick drehte für den FC Liverpool ein Video, das im offiziellen Team-Sender ausgestrahlt wurde und sich viral verbreitete und Empathy Test Bekanntheit verschaffte. Swarbrick nutze den Song Kirrilee für ein weiteres Animationsvideo mit dem Titel „The Cats of YouTube“, das mehr als 180.000 Mal aufgerufen wurde und verwendete den Song Last Night on Earth in einer Animationsserie über Basketball für den Sender ESPN. In den Vereinigten Staaten wurde Kirrilee der offizielle Soundtrack der Kunstmesse The Murray Affair, die von Schauspieler Bill Murray inspiriert wurde und am 8. August 2014 in San Francisco stattfand. Am 22. September wurde eine Instrumentalversion von Here Is the Place der offizielle Soundtrack zu einem Video mit dem Titel „The Next Generation Asks World Leaders at UN: Why Not Act on Climate Change?“ (Die nächste Generation fragt die Führungskräfte der Welt: Warum wird beim Klimawandel nicht gehandelt?). Der Kurzfilm wurde von der Initiative The Climate Reality Project unter Mitwirkung des ehemaligen US-Vizepräsidenten Al Gore produziert und bei den Vereinten Nationen ausgestrahlt. Im März 2015 war der Song Here Is the Place in der vierten Staffel der MTV-Serie Catfish – Verliebte im Netz zu hören, was den Bekanntheitsgrad der Band vor allem in den USA erhöhte.
Ihren ersten Liveauftritt hatte Empathy Test im September 2014 in London, den ersten internationalen Auftritt in Dresden, am 6. Dezember 2014. Sie sollte auch beim Wave-Gotik-Treffens in Leipzig auftreten. Im Jahr 2016 tourte Empathy Test jeweils mit den Bands mesh und De/Vision durch Europa. Des Weiteren war die Band mit VNV Nation für drei Shows in Deutschland unterwegs.
Im darauf folgenden Jahr war sie erneut mit mesh auf Tour, diesmal in Dänemark. Außerdem trat sie auf den Festivals „Planet Myer Day“ (Deutschland) und „Electronic Winter Festival“ (Schweden) auf. Weitere Festivals, auf denen die Band im Jahr 2017 auftrat, waren das Liverpool Sound City (UK), Amphi Festival (Deutschland), VNV Nation’s Festival „Unter dem Himmel“ (Deutschland), Infest Festival (UK), NCN Festival (Deutschland) und The Electric Dreams Weekender (UK). Im Dezember 2017 ging Empathy Test auf ihre erste eigene Deutschland-Tour.
Im Jahr 2017 entschied sich die Band, eine Crowdfunding-Kampagne über die Plattform PledgeMusic zu starten, um ihre Alben Losing Touch Remastered und Safe from Harm selbst zu produzieren. Die Initiative hatte großen Erfolg und erreichte in kurzer Zeit 661 % des angestrebten Finanzierungsziels.
Im Mai 2018 lenkte Losing Touch erneut internationale Aufmerksamkeit auf Empathy Test – diesmal in Lateinamerika und Spanien –, als das Lied in zwei Folgen der spanischen Netflix-Serie Luis Miguel: la serie, einem Biopic über das Leben des mexikanischen Superstars der 80er Jahre, zu hören war. Im gleichen Jahr standen für die Band weitere internationale Auftritte auf dem Programm: in Russland als Support für De/Vision, das Festival Plage Noire (Deutschland), das Subkulten-Festival (Schweden) und das Terminus-Festival in Kanada, nachdem sie erneut bei einer UK-Tour als Support für Covenant aufgetreten waren. Im Herbst traten sie das erste Mal in Polen auf, beim Warsaw Dark Electro Festival, woran sich eine erneute eigene Deutschland-Tour anschloss.
Im Jahr 2019 spielte Empathy Test bereits einige Konzerte mit VNV Nation in Spanien und UK, in Deutschland schloss sich eine Tour mit zehn Auftritten als Support für Covenant an. Außerdem spielte sie eine Doppel-Headliner-Tour mit der kanadischen Post-Punk-Band Actors in UK. Weiterhin spielte sie erneut beim Wave-Gotik-Treffen in Leipzig und beim M’era Luna Festival in Hildesheim.
Bei den Liveauftritten wurde Sänger Isaac Howlett von Christina Lopez am Schlagzeug und Elliott Berlin am Keyboard begleitet, der einsprang, nachdem Samuel Winter-Quick die Band im Juni verlassen hatte. Für September/Oktober 2019 ist eine USA-Tour mit der Band Aesthetic Perfection geplant. Nach der USA-Tour, die am Keyboard von Angel Metro begleitet wurde, hat Empathy Test einen neuen Keyboarder, Oliver Marson, eingestellt, der fester Bestandteil der Band war.
Anfang 2024 überraschte Sänger Isaac Howlett seine Fans mit der ersten Solo-Single: House of Cards.

## Diskografie
- 2014: Losing Touch (EP, Eigenproduktion)
- 2014: Throwing Stones (EP, Stars & Letters Records)
- 2015: Throwing Stones Remixed (EP, Eigenproduktion)
- 2016: Demons | Seeing Stars (Single)
- 2017: By My Side (Single)
- 2017: Bare My Soul (Single)
- 2017: Everything Will Work Out (Single)
- 2017: Losing Touch (Album)
- 2017: Safe from Harm (Album)
- 2018: Holy Rivers (EP)
- 2019: Empty-Handed (EP)
- 2020: Monsters